# Восточный блок
Восто́чный блок (англ. Eastern Bloc), социалисти́ческий блок (англ. Socialist Bloc), сове́тский блок (англ. Soviet Bloc), коммунисти́ческий блок (англ. Communist Block) — термин, использовавшийся на Западе во второй половине XX века для обозначения просоветских государств Центральной и Восточной Европы, Восточной и Юго-восточной Азии во главе с СССР, являвшихся государствами «второго мира». Восточному блоку противостоял Западный блок.
В Европе восточный блок был представлен Албанией  (до 1961 года), Болгарией, Венгрией, ГДР, Польшей, Румынией и Чехословакией, в Азии — Вьетнамом, Кампучией, Китаем (до 1961 года, подробнее см. Советско-китайский блок), Лаосом, Монголией и Северной Кореей. С 1961 года в восточный блок вошла Республика Куба.

## История
Термин придуман западными пропагандистами после окончания Второй мировой войны на результат прихода к власти коммунистических и рабочих партий в государствах народной демократии. При этом не все государства региона, провозглашавшие себя социалистическими, входили в блок: Югославия шла отдельным от Союза ССР путём с 1948 года (см. Советско-югославский раскол) и стала одним из инициаторов Движения неприсоединения, а Албания в 1960-е годы покинула объединения Восточного блока — СЭВ и ОВД (см. Советско-албанский раскол).
Блок Восточной Европы закончил своё существование после Падения Берлинской стены (9 ноября 1989 года) и «бархатной революции» в Чехословакии (17 ноября-29 декабря 1989 года), а также после объединения Германии в ночь на 3 октября 1990 года. 1 июля 1991 года на встрече в Праге была распущена Организация Варшавского договора, что подвело окончательную черту под существованием Восточного блока. В декабре 1991 года произошёл распад СССР, что привело к концу «Холодной войны» — 45-летнего противостояния между союзниками-победителями Второй Мировой войны — США, Великобританией и СССР.

## Совет экономической взаимопомощи
Важнейшую интеграционную роль выполняли экономические структуры СЭВ. СССР поставлял в прочие страны СЭВ необходимые объемы топлива и сырья, машиностроительной продукции и при этом был основным потребителем производимой в этих странах экспортной продукции. Страны СЭВ участвовали в строительстве ряда сырьевых производств и трубопроводов в СССР, предоставляя кредиты в виде инвестиционных и потребительских товаров, а также строительных услуг. Такие инвестиции способствовали углублению топливно-сырьевой специализации СССР, в то время как другие страны СЭВ специализировались в основном на продукции высокой степени обработки.

## Варшавский договор
Восточный блок был основан не только на идеологической и экономической близости социалистических государств, но также на соглашениях о коллективной взаимопомощи при потенциальном нападении блока НАТО. В 1955 году в НАТО вступила ФРГ; в ответ на это Албания, Болгария, Венгрия, ГДР, Польша, Румыния, Чехословакия и СССР подписали Варшавский Договор и образовали военный союз, аналогичный НАТО, — организацию Варшавского Договора (ОВД) во главе с СССР. В рамках союза проводились совместные учения и велась координация между разведками государств ОВД. После распада восточного блока существование ОВД потеряло смысл, а в 1991 году был подписан Протокол о полном прекращении действия Договора.

## Телекоммуникации
Во время интервью в своем кремлёвском кабинете Брежнев не удержался и показал корреспондентам «Штерна» телефон с красными кнопками прямой связи с первыми секретарями ЦК партий социалистических стран. Нажмешь кнопку, справишься о здоровье, передашь привет семье — и дашь «совет» […] и с сытым удовольствием подумаешь о том, как сейчас в чужой столице начинают торопливо приводить «совет» в исполнение.
Для нужд информации и связи государств блока функционировала телекоммуникационная сеть Восточный Берлин — Варшава — Прага — Москва, посредством которой осуществлялось телевещание на государства Восточной Европы, транслировались телевизионные передачи из Москвы, также сеть использовалась для фиксированной голосовой связи абонентов в указанных государствах. В 1963 году в Польше был введен в эксплуатацию крупнейший в Восточной Европе узел связи на 2 тыс. каналов передачи данных.